# Mikołaj Udrzycki
Mikołaj Udrzycki herbu Nałęcz (zm. po 4 sierpnia 1562 roku) – sędzia bełski w latach 1557-1562, podsędek bełski w latach 1542-1557.
Poseł na sejm piotrkowski 1550 roku, sejm krakowski 1553 roku z województwa bełskiego.